# ROXs 42Bb
ROXs 42Bb是一個亞恆星天體，並且可能是光譜 M 型聯星成員星 ROXs 42B 的行星質量天體，還可能位於蛇夫座ρ星云复合体內。ROXs 42Bb是由多倫多大學的天文學家塞恩·柯里（Thayne Currie）等人發現於2013年。

## 概要
ROXs 42Bb的質量推測取決於母恆星的年齡，大約是木星的6到15倍，類似飛馬座V342和老人增四旁直接攝影所發現的系外行星。但目前仍不了解 ROXs 42Bb 的形成機制是經由行星核吸積、行星盤重力不穩定或者是類似聯星的形成方式。